# Thongloun Sisoulith
Thongloun Sisoulith (laosky ທອງລຸນ ສີສຸລິດ, * 10. listopadu 1945, provincie Houaphanh) je laoský historik a politik, od 22. března 2021 prezident Laosu. Od 15. ledna 2021 zastává funkci generálního tajemníka Laoské lidové revoluční strany.
Thongloun se narodil a vyrůstal v provincii Houaphan, poté získal vzdělání v Leningradě a Moskvě. Během laoské občanské války podporoval hnutí Pathet Lao. V roce 1987 se stal náměstkem ministra zahraničních věcí. V roce 2001 se stal místopředsedou laoské vlády a v roce 2006 se stal ministrem zahraničních věcí. Americké velvyslanectví ve Vientianu ho označilo za „umírněného“, jelikož pomohl zlepšit vztahy mezi Laosem a Spojenými státy. V roce 2016 se stal premiérem Laosu.

## Raný život a vzdělání
Thongloun se narodil 10. listopadu 1945 v laoské provincii Houaphan v době, kdy bylo Laoské království pod francouzskou kontrolou. V letech 1962–1969 studoval na Pedagogické škole Neo Lao Hak Sat v Houaphanu, později studoval v Sovětském svazu a ve Vietnamu. Kromě laoského jazyka hovoří vietnamsky, rusky a anglicky. Po ukončení studia získal doktorát filozofie a titul magistra umění. V letech 1973–1978 studoval lingvistiku a literaturu na Gerzenově pedagogickém institutu v Leningradě. V letech 1981–1984 studoval na Akademii společenských věd v Moskvě.

## Politika
V letech 1987–1992 byl náměstkem ministra zahraničních věcí, v letech 1993–1997 ministrem práce a sociálních věcí a v letech 1998–2000 poslancem Národního shromáždění. Dne 27. března 2001 se stal místopředsedou vlády a předsedou Státního plánovacího výboru, 8. června 2006 byl jmenován ministrem zahraničních věcí, kde nahradil Somsavata Lengsavada. Dne 23. ledna 2016 byl zvolen předsedou laoské vlády. Na 11. národním kongresu Laoské lidové revoluční strany byl zvolen generálním tajemníkem strany, a tedy de facto prezidentem Laosu. Dne 22. března 2021 složil přísahu a nahradil tak předchozího prezidenta Bunnhanga Voračitha, který odešel do důchodu. Po složení přísahy slíbil, že ve spolupráci s Laoskou lidovou revoluční stranou zajistí v Laosu hospodářský růst a sníží chudobu. Po složení přísahy se těšil podpoře veřejnosti díky svému postupu při řešení pandemie covidu-19 a protikorupčním iniciativám. V březnu 2021 začal Laos používat ruskou vakcínu Sputnik V jako hlavní vakcínu během svých očkovacích programů.

## Vyznamenání
- Řád bílého slona – 2010[10]
- Řád přátelství – 2015[11]
- Řád zlaté hvězdy – 2017[12]